# Illy
Illy és un municipi francès situat al departament de les Ardenes i a la regió del Gran Est. L'any 2007 tenia 407 habitants.

## Demografia

### Població
El 2007 la població de fet d'Illy era de 407 persones. Hi havia 163 famílies de les quals 36 eren unipersonals (20 homes vivint sols i 16 dones vivint soles), 48 parelles sense fills, 63 parelles amb fills i 16 famílies monoparentals amb fills.
La població ha evolucionat segons el següent gràfic:
Habitants censats

### Habitatges
El 2007 hi havia 170 habitatges, 160 eren l'habitatge principal de la família, 2 eren segones residències i 8 estaven desocupats. 158 eren cases i 10 eren apartaments. Dels 160 habitatges principals, 131 estaven ocupats pels seus propietaris, 22 estaven llogats i ocupats pels llogaters i 7 estaven cedits a títol gratuït; 4 tenien dues cambres, 11 en tenien tres, 43 en tenien quatre i 102 en tenien cinc o més. 120 habitatges disposaven pel capbaix d'una plaça de pàrquing. A 63 habitatges hi havia un automòbil i a 77 n'hi havia dos o més.

### Piràmide de població
La piràmide de població per edats i sexe el 2009 era:
| Homes | Edats   | Dones |
| ----- | ------- | ----- |
| 0     | 95 o +  | 0     |
| 0     | 90 a 94 | 0     |
| 0     | 85 a 89 | 0     |
| 4     | 80 a 84 | 4     |
| 4     | 75 a 79 | 4     |
| 4     | 70 a 74 | 8     |
| 12    | 65 a 69 | 8     |
| 8     | 60 a 64 | 8     |
| 4     | 55 a 59 | 8     |
| 4     | 50 a 54 | 8     |
| 20    | 45 a 49 | 16    |
| 36    | 40 a 44 | 24    |
| 16    | 35 a 39 | 20    |
| 20    | 30 a 34 | 20    |
| 4     | 25 a 29 | 0     |
| 12    | 20 a 24 | 12    |
| 16    | 15 a 19 | 28    |
| 28    | 10 a 14 | 20    |
| 32    | 5 a 9   | 8     |
| 12    | 0 a 4   | 4     |

## Economia
El 2007 la població en edat de treballar era de 279 persones, 201 eren actives i 78 eren inactives. De les 201 persones actives 181 estaven ocupades (105 homes i 76 dones) i 20 estaven aturades (12 homes i 8 dones). De les 78 persones inactives 22 estaven jubilades, 27 estaven estudiant i 29 estaven classificades com a «altres inactius».

### Ingressos
El 2009 a Illy hi havia 163 unitats fiscals que integraven 404 persones, la mediana anual d'ingressos fiscals per persona era de 17.586 €.

### Activitats econòmiques
Dels 11 establiments que hi havia el 2007, 3 eren d'empreses de fabricació d'altres productes industrials, 3 d'empreses de construcció, 3 d'empreses de comerç i reparació d'automòbils, 1 d'una empresa de transport i 1 d'una empresa d'hostatgeria i restauració.
Dels 4 establiments de servei als particulars que hi havia el 2009, 1 era un guixaire pintor, 2 fusteries i 1 restaurant.
L'any 2000 a Illy hi havia 4 explotacions agrícoles.

## Equipaments sanitaris i escolars
El 2009 hi havia una escola elemental.

## Poblacions més properes
El següent diagrama mostra les poblacions més properes.